# Shannon Evans
Shannon Eugene Evans II (* 19. Juli 1994 in Suffolk, Virginia) ist ein US-amerikanischer Basketballspieler, welcher seit 2021 auch die guineische Staatsbürgerschaft besitzt. Evans läuft für gewöhnlich als Point Guard auf.

## Laufbahn
Shannon Evans spielte während seiner Highschoolzeit Basketball für die Nansemond River High School in seiner Geburtsstadt Suffolk. Nach einem postgraduate Jahr auf der Hargrave Military Academy, schloss er sich den Buffalo Bulls, der Basketballmannschaft der University at Buffalo an, für die er zwei Jahre lang in der Mid-American Conference der NCAA Division I aktiv war. Nach einem Collegewechsel lief er von 2016 bis 2018 für die Arizona State Sun Devils in der Pacific-12 Conference auf. Nachdem Evans beim  NBA-Draft 2018 von keiner Mannschaft ausgewählt worden war, wechselte er zum ungarischen Erstligisten Atomerőmű SE, mit dem er zwei Spieljahre bestritt. Zur Saison 2020/21 wechselte er nach Frankreich, zu Pau-Orthez, wo er es in den ersten fünf Ligaspielen durchschnittlich auf 21,8 Punkte und 8,4 Assists brachte, bevor er Ende November vom türkischen Klub Bahçeşehir Koleji unter Vertrag genommen wurde. In der Basketbol Süper Ligi erzielte er im Durchschnitt 11 Punkte und 4,17 Assists, seine Mannschaft beendete die Meisterschaft auf dem 12. Platz. Im Sommer 2021 verpflichtete Betis Sevilla den US-amerikanischen Point Guard. Shannon Evans trug entscheidend zum Klassenerhalt  der Andalusier bei und wurde für seine guten Leistungen, er erzielte pro Spiel 17,41 Punkte und verteilte 6,76 Assists, am Ende der Saison ins Liga ACB All-Tournament Second Team gewählt.

### Nationalmannschaft
Shannon Evans erhielt 2021 die guineische Staatsbürgerschaft und debütierte am 26. November dieses Jahres im Zuge der WM-Qualifikation gegen die Zentralafrikanische Republik in der Nationalmannschaft.

## Erfolge und Ehrungen
Ehrungen
- Liga ACB All-Tournament Second Team: 2021/22
- All-MAC Second Team: 2015
- MAC All-Tournament Team: 2015
- MAC All-Freshman Team: 2014